# Eldorado Business Tower

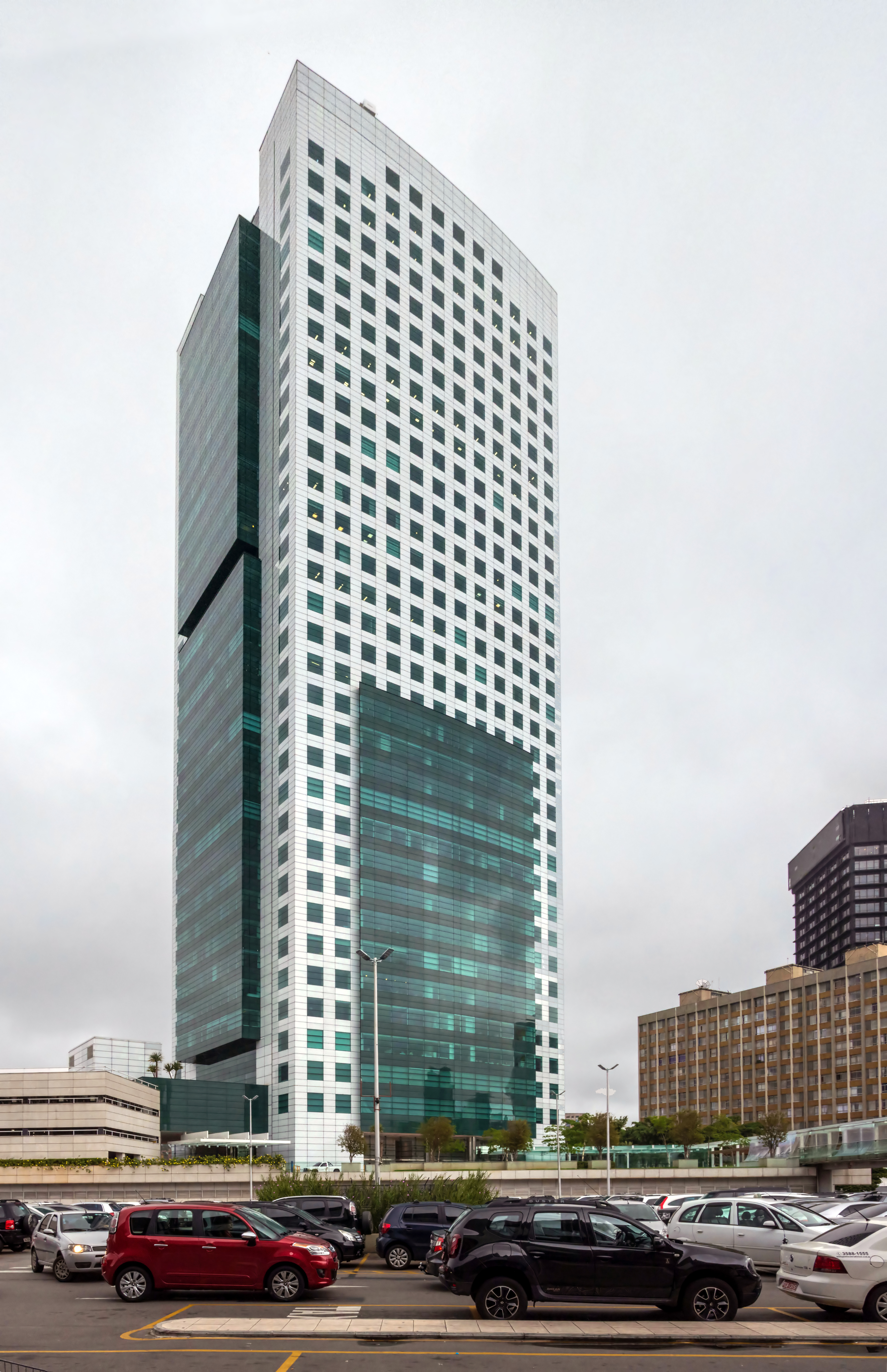
Eldorado Business Tower

Eldorado Business Tower este un zgârie-nori construit în orașul São Paulo, Brazilia. Are o înălțime de 141 m (462 ft). A fost dat în folosință în anul 2007.